# دونگی ستوپانگ
دونگی ستوپانگ (به صربی: Donji Stupanj) یک منطقهٔ مسکونی در صربستان است که در الکساندراواک واقع شده‌است. دونگی ستوپانگ ۱٬۰۶۸ نفر جمعیت دارد.